# مانوئل مندیویل
مانوئل مندیویل (انگلیسی: Manuel Mendívil; ۲۴ اوت ۱۹۳۵ – ۱۵ اوت ۲۰۱۵) ورزشکار اهل مکزیک بود.
وی در مسابقات کشوری و بین‌المللی در مجموع برندهٔ ۱ مدال طلا، ۳ مدال برنز شده‌است.